# Fulbright Academy
Die Fulbright Academy, auch bekannt als „Fulbright Academy of Science & Technology“ (FAST), war eine internationale Organisation, die im Jahre 2003 von Alumni des Fulbright-Austausch-Programms und anderen an Wissenschaft und technologischer Innovation Interessierten gegründet wurde. 2013 fusionierte sie mit der Fulbright Association.
FAST war ein virtuelles Forschungsinstitut und ein Netzwerk mit Vorstandsmitgliedern und Freiwilligen aus vielen Ländern. Mitglieder waren Einzelpersonen und Institutionen aus der ganzen Welt. Einzelmitglieder kamen aus den Naturwissenschaften, Sozialwissenschaften und verwandten Bereichen. Zu den Mitgliedsinstitutionen zählten Universitäten, Konzerne, Stiftungen und Behörden.
FAST förderte den Dialog zwischen Studenten und Wissenschaftlern durch Veranstaltung von Konferenzen und Tagungen:
- Jahreskonferenz 2006 – Berlin, Deutschland, in Zusammenarbeit mit der deutschen Fulbright-Kommission
- Jahreskonferenz 2007 – Panama-Stadt, Panama
- Jahreskonferenz 2008 – Boston, Massachusetts, USA

Die Fulbright Akademie war nicht an der Auswahl von Fulbright-Stipendiaten oder der Organisation des Fulbright-Austausch-Programms beteiligt und auch nicht verbunden mit dem US State Department, nationalen Alumni Gruppen oder den Dienststellen und Kommissionen des Fulbright-Austausch-Programms.